# 騎士道 (田原俊彦の曲)
「騎士道」（きしどう）は、1984年5月23日にリリースされた田原俊彦の18作目のシングル。

## 背景
田原は阿久悠が亡くなった2007年のコンサートツアーのMCにてこのことに触れるとともに、阿久が作詞したシングル数曲をセットリストに組み込んだ。

## 記録
初回生産限定分は、30万枚限定発売だったが売上は30万枚に届かなかった。
作詞を担当した阿久悠にとってピンク・レディー「カメレオン・アーミー」（1978年・1979年）以来5年ぶり、生前最後のオリコン1位獲得曲であり、同時に生前最後に携わった曲となった。また、作曲を担当したつのだひろ（現・つのだ☆ひろ）にとっても、清水健太郎の「帰らない/恋人よ」（1977年）以来7年ぶり3作目の1位獲得曲となった。

## リリース
1984年5月23日に、キャニオン・レコードのNAVレーベルから7インチレコードとして発売された。初回生産分は、30万枚限定でピクチャーレコードで発売された。エメラルドグリーンの特製レコード袋は通常の7インチレーベルよりも大きく穴が開けられ、レコードのデザインを楽しめる仕様になっている。

## 収録曲
| 全作曲: つのだひろ。 |                            |            |            |            |
| #                    | タイトル                   | 作詞       | 作曲・編曲 | 編曲       |
| 1.                   | 「騎士道」                 | 阿久悠     | つのだひろ | 船山基紀   |
| 2.                   | 「ハロー・センチメンタル」 | つのだひろ | つのだひろ | 馬飼野康二 |